# Wilhelm Blasius

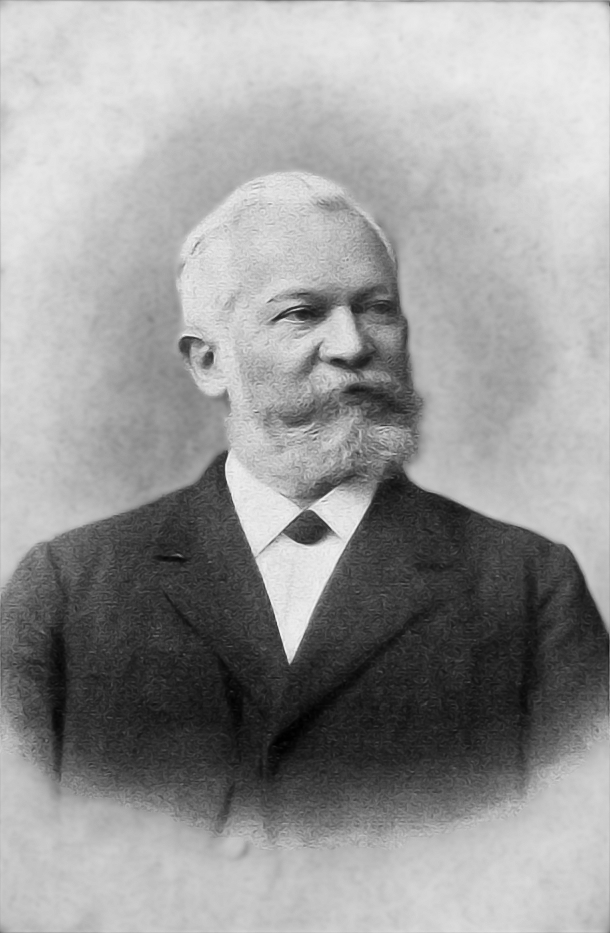
August Wilhelm Heinrich Blasius

Wilhelm August Heinrich Blasius (* 5. Juli 1845 in Braunschweig; † 31. Mai 1912 ebenda) war ein deutscher Ornithologe.

## Leben
Blasius war der zweite Sohn des Zoologen Johann Heinrich Blasius. Schon während seiner Zeit am Gymnasium unternahm er Wanderungen in den Harz, das Wesergebirge, nach Schleswig und zur Nordseeinsel Sylt. Zu Ostern 1863 wechselte er an das Collegium Carolinum in Braunschweig, hörte Vorlesungen in Naturwissenschaften, Chemie und Physik und betrieb anatomische Studien. 1864 zog er nach Göttingen, um sich dort dem Medizinstudium zu widmen und Vorlesungen in Botanik und Zoologie zu hören. Nach einem einjährigen Aufenthalt in Zürich promovierte er in Göttingen zum Doktor der Medizin und schloss im Sommer 1868 sein Studium mit dem medizinischen Staatsexamen in Braunschweig ab. Blasius wurde Assistent am physiologischen Laboratorium im Würzburg. Im Juli 1870 wurde er, mit dem Beginn des Feldzuges gegen Frankreich, als Assistenzarzt dem Braunschweigischen Infanterie-Regiment Nr. 92 zugeteilt und nahm unter anderem an den Schlachten von Vionville und Gravelotte sowie an der Belagerung von Metz, den Kämpfen um Orléans und am Winterfeldzug gegen Le Mans teil. Anschließend wurde er mit dem Eisernen Kreuz ausgezeichnet.
Im April 1871 übernahm er die Direktorenposten des Naturhistorischen Museums und des Botanischen Gartens Braunschweig, die zuvor sein 1870 verstorbener Vater innehatte, und die Berufung in das Lehrfach für Naturgeschichte an die Herzoglich Technischen Hochschule Braunschweig. 1872 wurde Blasius dort zum Professor der Botanik und Zoologie ernannt. Während seiner Arbeit widmete sich Blasius dem Tier- und Heimatschutz sowie der vorgeschichtlichen Erforschung Niedersachsens und Sachsen-Anhalts (Großsteingräber im Haldensleber Forst). Von 1873 bis 1875 war er Sekretär der Deutschen Ornithologen-Gesellschaft. Daneben war er bestrebt, dem Naturhistorischen Museum Braunschweig durch Ankauf und Verkauf von Tierbälgen und Vogeleiern internationales Ansehen zu verleihen. Dazu gehörten die Vogelsammlungen von Adolph Nehrkorn, Friedrich Grabowsky, Carl Constantin Platen und Hugo Storm. Die wertvollsten Exponate für das Museum stammten vor allem von den Philippinen, aus Sulawesi, von den Molukken und aus Bolivien.
1907 reiste Blasius als Delegierter zum 7. Internationalen Zoologischen Kongress nach Boston.

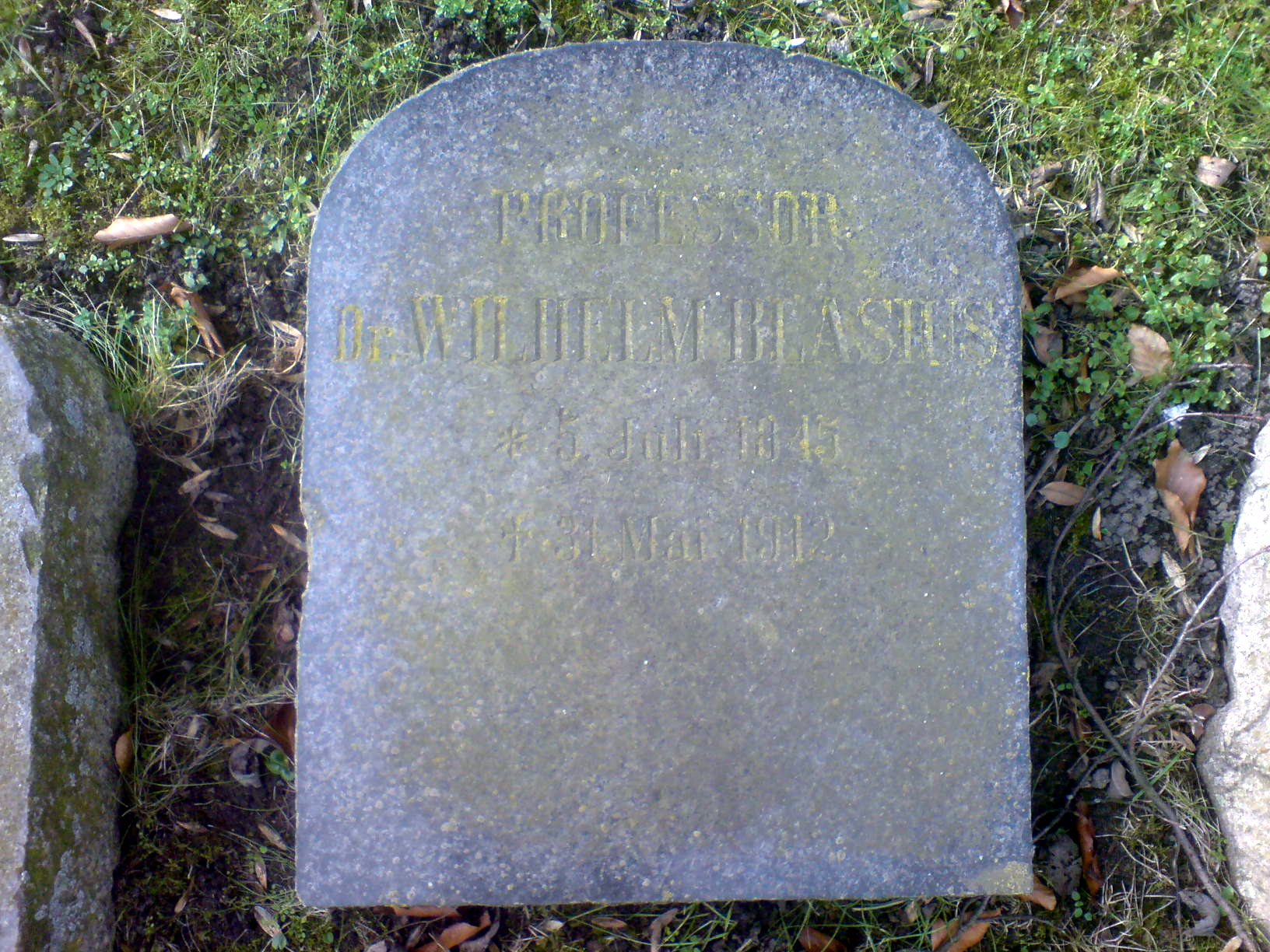
Grabstein von Wilhelm Blasius

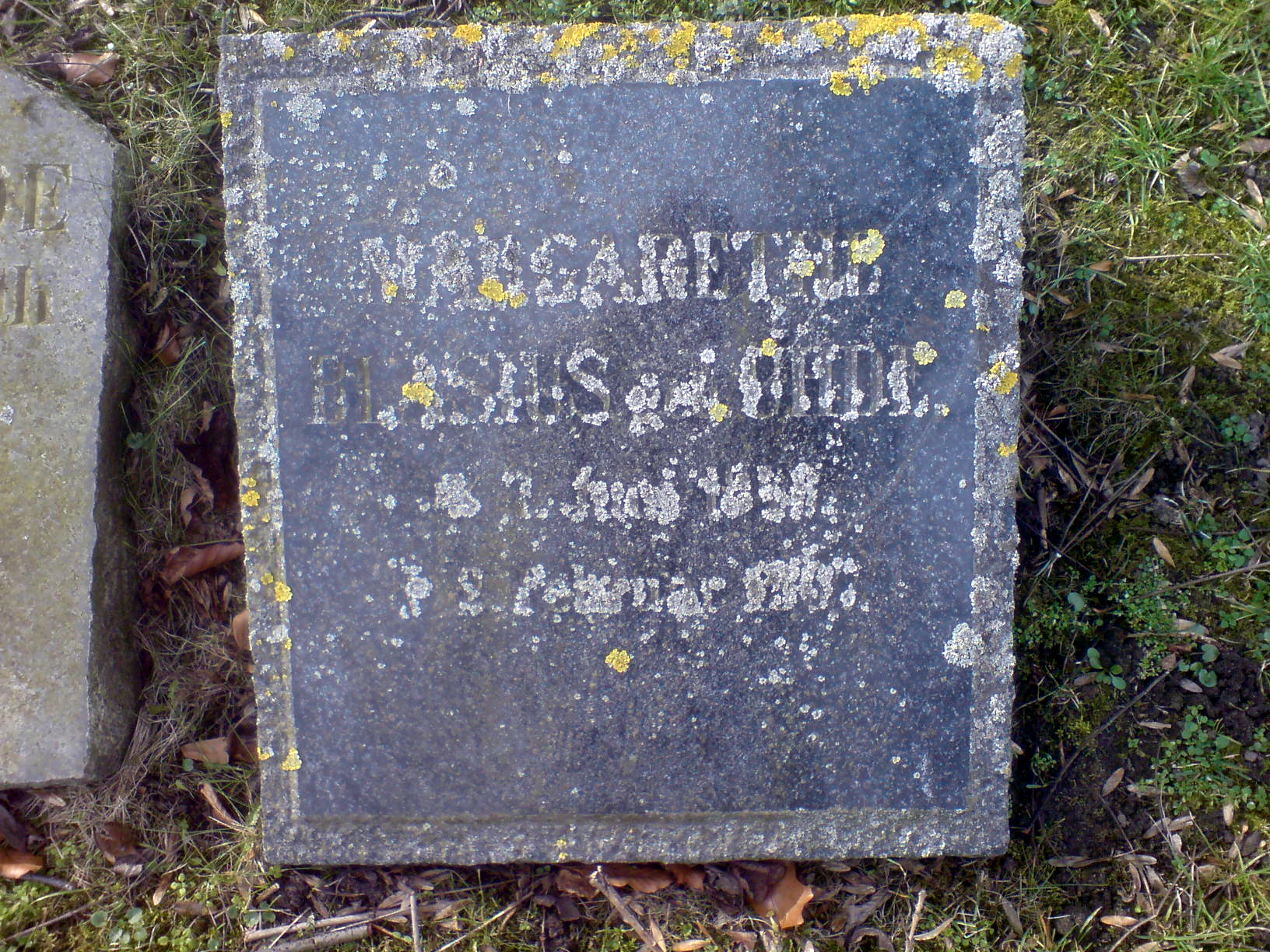
Grabstein von Ehefrau Margarethe Blasius, geb. Uhde

## Familie
Blasius war zweimal verheiratet:
- Seine erste Ehe schloss er 1875. Sie endete nach nur drei Jahren mit dem Tod seiner Ehefrau.
  - Jung verstorbene Tochter (geboren zwischen 1875 und 1878)
  - Otto Blasius (geboren zwischen 1875 und 1878), wurde Mediziner. Er arbeitete zunächst am Pathologisch-anatomischen Institut des Herzoglichen Krankenhauses in Braunschweig und war später Leiter des Bakteriologischen Laboratoriums in Hagen in Westfalen. Dieser war mit Paula (geborene Bruns; † 1964) verheiratet und hatte drei Kinder:[2]
    - Wilhelm Blasius (6. Januar 1913–11. Mai 1995) Physiologe und Professor in Gießen.[3]
    - Roswitha Blasius (27. Februar 1914–nach 2019), ausgebildete Medizinisch-technische Assistentin.
    - Helmut Blasius (* 1917), gefallen bei Stalingrad.
- Am 28. September 1886 heiratete er Margarethe (geborene Uhde, 1. Juni 1858–2. Februar 1907), eine Tochter des Braunschweiger Chirurgen Karl Uhde. Sie verstarb einige Jahre vor ihm. Aus dieser Ehe entstammen zwei Töchter, Luise und Sophie Blasius, und ein Sohn, Heinrich (* 1889 oder 1890; † Juni oder Juli 1912, im Alter von 22 Jahren).

Am 31. Mai 1912 starb er nach langer Krankheit. Sein Grab befindet sich neben dem seiner Ehefrau auf dem Friedhof der Reformierten Gemeinde in der Juliusstraße in Braunschweig.

## Taxa
Folgende Vogelarten wurden von Wilhelm Blasius beschrieben:
- Archboldsperber (Accipiter nanus, Blasius,W, 1897)
- Braunbrust-Dickkopf (Pachycephala homeyeri, Blasius,WH, 1890)
- Höckerstorch (Ciconia stormi, Blasius,W, 1896)
- Nacktwangen-Spinnenjäger (Arachnothera clarae, Blasius,WH 1890)
- Nehrkornbrillenvogel (Zosterops nehrkorni, Blasius, 1888)
- Nehrkornmistelfresser (Dicaeum nehrkorni, Blasius,W, 1886)
- Palawangrundschnäpper (Ficedula platenae, Blasius,W, 1888)
- Palawan-Spatelschwanzpapagei (Prioniturus platenae, Blasius,W, 1888)
- Philippinenwolltimalie (Ptilocichla mindanensis, Blasius,WH, 1890)
- Schnarchralle (Aramidopsis plateni, Blasius,W, 1886)
- Zwergbuschtimalie (Stachyris plateni, Blasius,WH, 1890)

Hinzu kamen noch folgende Unterarten:
- Bindenlaufhühnchen (Turnix suscitator haynaldi, Blasius,W, 1888)
- Blauschwanzspint (Merops philippinus celebensis, Blasius,W, 1885)
- Bronzefruchttaube (Ducula aenea palawanensis, Blasius,WH, 1888)
- Diardtrogon (Harpactes diardii sumatranus, Blasius,W, 1896)
- Pagodenkauz (Strix seloputo wiepkeni, Blasius,W, 1888)
- Waldfischer (Ceyx lepidus margarethae, Blasius,W, 1890)
- Weißbauchspecht (Dryocopus javensis suluensis, Blasius,W, 1890)

Mit seinem Freund Adolph Nehrkorn beschrieb er eine Unterart des Schimmerkuckucks (Phaenicophaeus curvirostris borneensis, Blasius,W & Nehrkorn, 1881).

## Ehrungen
- 1871: Eisernes Kreuz 2. Klasse am Bande[1]
- 1872: Ordentliches Mitglied der Allgemeinen Deutschen Ornithologischen Gesellschaft zu Berlin
- 1888: Wahl in die Deutsche Akademie der Naturforscher Leopoldina
- 1888: Korrespondierendes Mitglied der American Ornithologists’ Union
- 1888/1909: Träger des Ritterkreuzes und des Offizierskreuzes des Herzoglichen Ordens Heinrichs des Löwen[4]
- 1892: Ehrendoktor der Universität Padua
- 1898: Ehrenmitglied des Corps Teutonia-Hercynia Braunschweig (Sommersemester)[5]

## Werke
- mit Friedrich Grabowsky: Vögel von Borneo. 1883 (digital.library.cornell.edu).
- Zur Geschichte der Ueberreste von Alca impennis Linn. 1884 (leopard.tu-braunschweig.de).
- Die faunistische Litteratur Braunschweigs und der Nachbargebiete mit Einschluss des ganzen Harzes. 1891.
- Führer zu den megalithischen Grabdenkmälern im westlichen Teile des Kreises Salzwedel. 1897.
- Die megalithischen Denkmäler des nordwestlichen Deutschland. 1897.
- Spuren paläolithischer Menschen in den Diluvial-Ablagerungen der Rübelander Höhlen. 1898.
- Die anthropologische Litteratur Braunschweigs und der Nachbargebiete mit Einschluss des ganzen Harzes. 1900.
- Der Riesenalk, Alca Impennis L. In: Johann Andreas Naumann: Naturgeschichte der Vögel Mitteleuropas. Gera-Untermhaus, 1903 (publikationsserver.tu-braunschweig.de PDF, Monografie über den Riesenalk mit 5 Tafeln).